# Eugenia (Lady de Qualité)

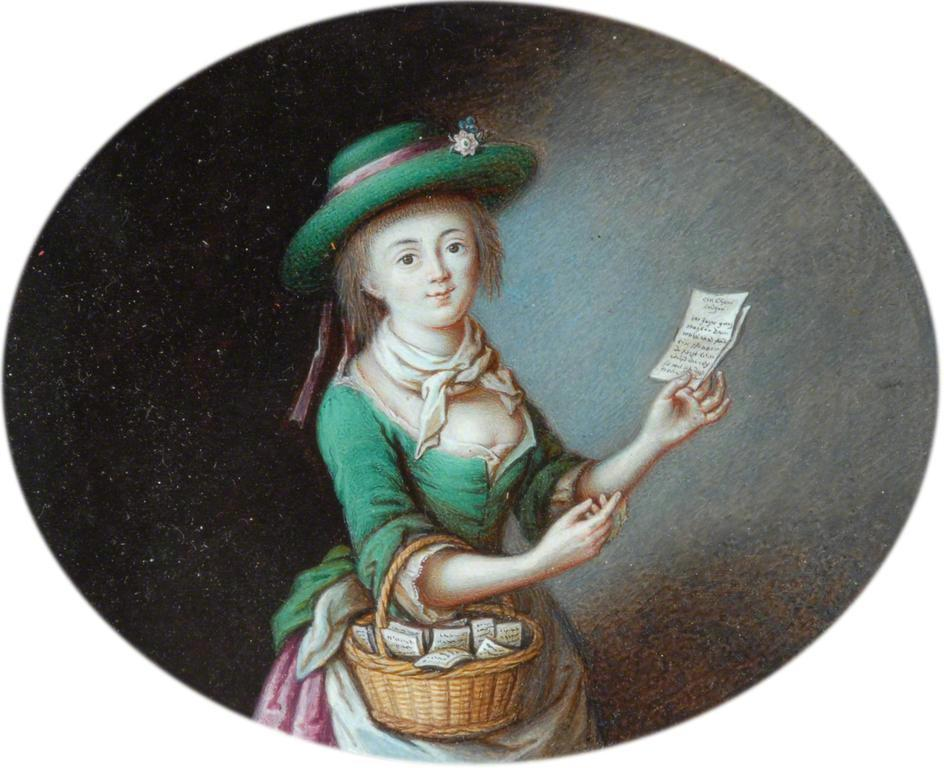
Une pamphlétaire, peinture du XVIII.

Eugenia est le pseudonyme utilisée par une auteure britannique de pamphlets inconnue du début du XVIIIe siècle. Elle est connue pour une riposte sociale, publiée à Londres en 1700 : The Female Advocate: Or, a plea for the just liberty of the tender sex, and particularly of married women. Being reflections on a late rude and disingenuous discourse, delivered by Mr. John Sprint, in a sermon at a wedding... at Sherburn... By a Lady of Quality. (L'Avocate des Femmes, Ou Plaidoyer pour la juste liberté du beau sexe, et particulièrement des femmes mariées. Réflexions sur le récent discours grossier et malhonnête de Mr. John Sprint dans un sermon au mariage de [...] à Sherburn [...]. Par une Lady de Qualité).

## Une riposte acérée
L'Avocate des Femmes (intitulé, dans une autre édition The Female Preacher) est une puissante réponse protoféministe à un sermon prononcé en 1699 par le Révérend John Sprint, intitulé The Bride-Woman's Counsellor. John Sprint, qui est peut-être un descendant du célèbre théologien John Sprint (en), mort en 1623, avait prononcé ce sermon offensant lors d'un mariage à Sherborne, Dorset, le 11 mai 1699.
The Female Advocate est dédié à l'« honorable Lady W—ley ». Il est publié en 1700 par la même société que celle qui avait également publié The Bride-Woman's Counsellor. L'auteure signe avec la mention « Your Ladiship's most obliged and most humble Servant, Eugenia. » (La Servante la plus humble et la plus obligée de Votre Seigneurie, Eugenia).

## Anonymat
Certains commentateurs contemporains pensent qu'Eugenia est peut-être un homme. D'autres, lecteurs de l'essayiste Mary Chudleigh (en), lui attribuent cette œuvre. Cette dernière hypothèse semble peu probable car le style d'Eugenia dans The Female Advocate se caractérise par une prose très précise, différente de la légèreté attribuée à Mary Chudleigh. De plus, le recueil Poems de Mary Chudleigh, qui paraît en 1703, inclut un hommage à la plume ingénieuse (« ingenious Pen ») d'Eugenia,
Eugenia déclare en ouverture de son pamphlet:

« If you inquire who I am, I shall only tell you in general, that I am one that never yet came within the Clutches of a Husband; and therefore what I write may be the more favourably interpreted as not coming from a Party concern'd »

— Eugenia, Lady de Qualité., 

« Si vous vous demandez qui je suis, je vous dirai seulement de manière générale, que je suis celle lui qui n'est encore jamais tombée dans les Griffes d'un Mari ; et donc ce que j'écris doit par conséquent être interprété comme ne provenant pas d'une partie impliquée »

— Eugenia, Lady de Qualité, Traduction libre.
Il ressort clairement de son œuvre qu'elle connaissait le latin ainsi que le grec et qu'elle avait certaines connaissances sur le monde. Elle affirme que ni en Italie ni en Espagne les hommes ne demandent à leurs femmes « un esclavage aussi abject que celui auquel ce [Sprint] voudrait nous soumettre » (« a Slavery so abject as this [Sprint] would fain persuade us to »)".